# Uroborus

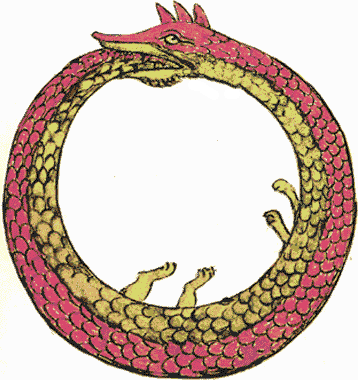
O imagine din 1478 care înfățișează un Uroborus.

Uroborus (cunoscut și sub numele de Uroboros sau Ouroboros) este un simbol ocult și ezoteric antic care se regăsește în mai multe culturi din lume, asemănător unui șarpe sau dragon care își înghite propria coadă, astfel formând cu ajutorul corpului acestuia un cerc. A fost folosit de-a lungul istoriei pentru a înfățișa multe lucruri, dar de cele mai multe ori acesta simbolizează unitatea primordială, ciclul nesfârșit al timpului și al universului (i.e., eternitatea sau viața eternă). Uroborus a fost foarte important în simbolismul religios și mitologic și a fost folosit frecvent și în ilustrații alchimice. În secolul al XIX-lea a fost interpretat după unii psihologi, cum ar fi Carl Gustav Jung, ca având o anumită influență asupra psihicului uman.

## Etimologie, înfățișări și semnificații

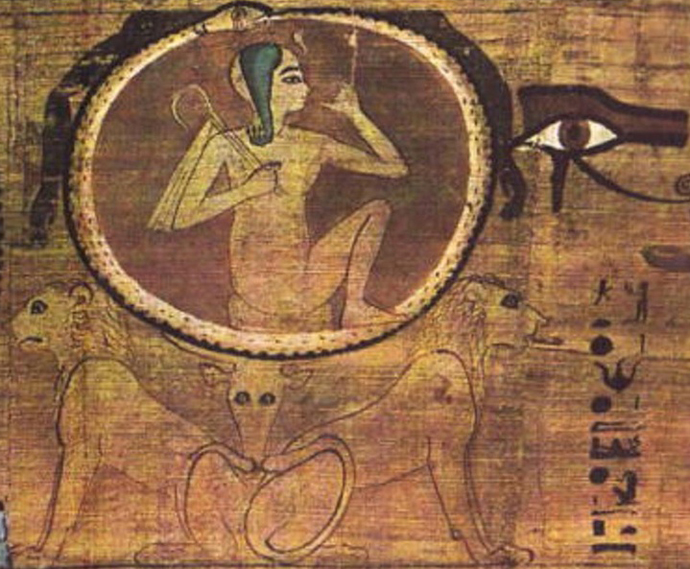
O reprezentare a zeului egiptean Horus (copil) din mitologia Egiptului antic într-un disc solar înconjurat de un uroborus. De observat faptul că lângă uroborus se află Ochiul lui Horus (Wedjat) de asemenea, un simbol egiptean antic.

Este numit οὐροβóρος în limba greacă și „uroborus” în limba latină, numele lui însemnând „cel care își devorează coada”, de la „oura” (i.e, coadă) respectiv „boros” (i.e., devorator). Deoarece câteva texte antice vorbesc despre el ca despre un șarpe de lumină ce locuiește în rai, în prezent se crede că imaginea lui este inspirată din forma circulară a galaxiei noastre (i.e., Calea Lactee).
Filosoful Platon din Grecia Antică descria o ființă care se devora pe ea însăși, și care era prima viețuitoare a universului. Era nemuritoare, avea forma unui cerc, era un animal perfect construit. Această ființă, probabil un uroborus, nu avea nevoie de ochi pentru că nu exista nimic în jurul ei, deci nu avea ce vedea, nu avea nevoie de urechi, pentru că nu avea ce auzi, și nu respira, fiindcă în jurul ei nu exista atmosferă. Nu avea nici organe pentru a primi hrana, a o digera și a elimina resturile, pentru că fiind înconjurată de vid, nimic nu intra și nimic nu ieșea din corpul ei. Ea era astfel construită încât pierderile organismului ei reprezentau propria hrană. Creatorul lumii nu a înzestrat-o nici cu mâini, pentru că această ființă primordială nu avea nici ce să ia și nici de cine să se apere. Deși nu avea picioare, se putea mișca, dar numai în cerc, devorându-și coada.
În unele reprezentații, uroborus este jumătate luminos, jumătate întunecat, evocând la fel ca Yin și Yang dualitatea naturii și a tuturor lucrurilor, dar și că forțele opuse nu sunt în conflict, ba chiar se armonizează și se completează (i.e., legea universală a compensației). În alchimie, uroborus sugerează natura ciclică. Uroborus mai este întâlnit și în gnosticism și ermetism. De multe ori, uroborus poate fi și o metaforă a autoreflexiei, a meditației și autoanalizei. Sugerează recrearea sinelui, permanenta reîntoarcere și reînnoire.

## Uroborus în diferite mitologii și religii

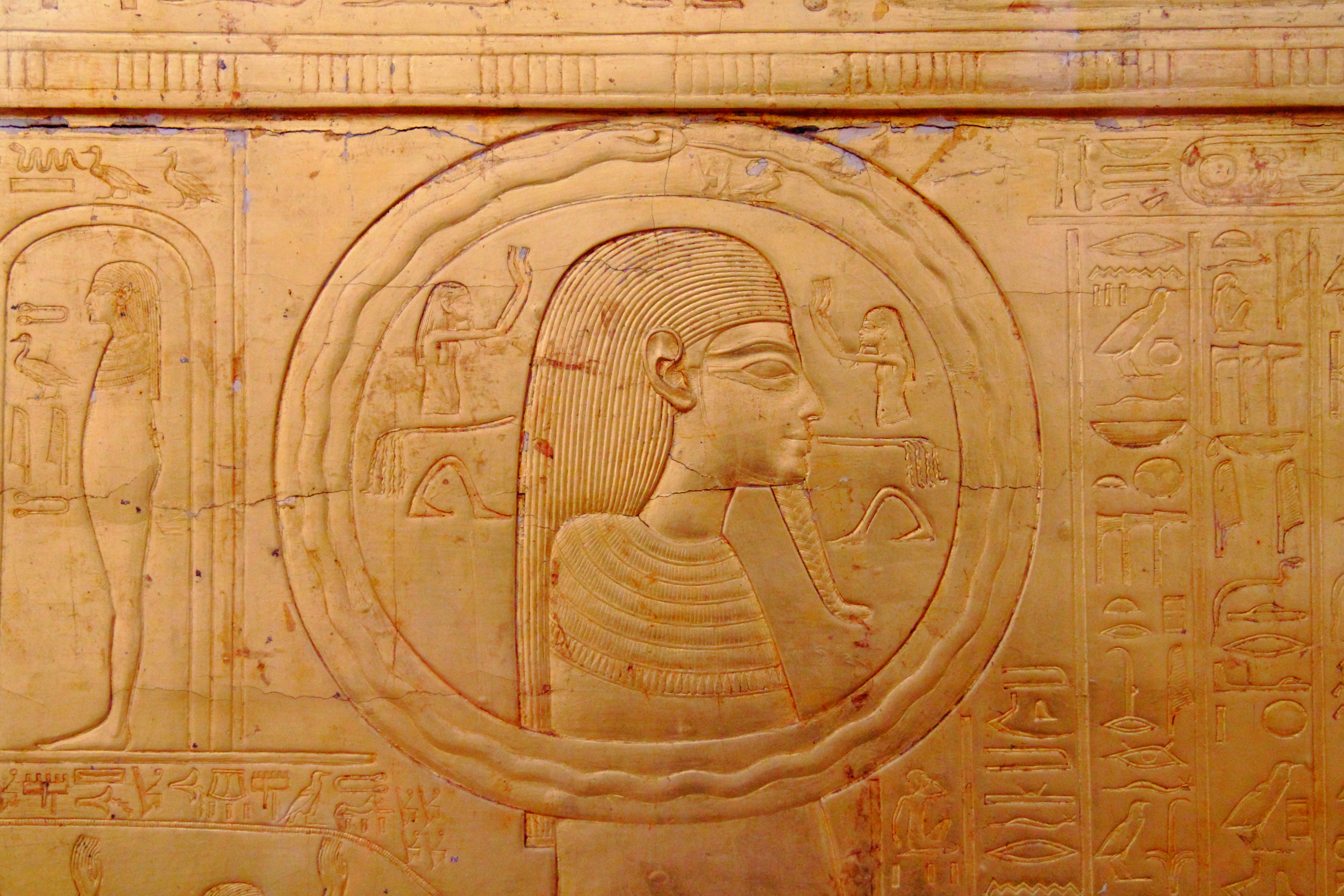
O primă reprezentare a unui Uroborus pe sarcofagul lui Tutankhamon.

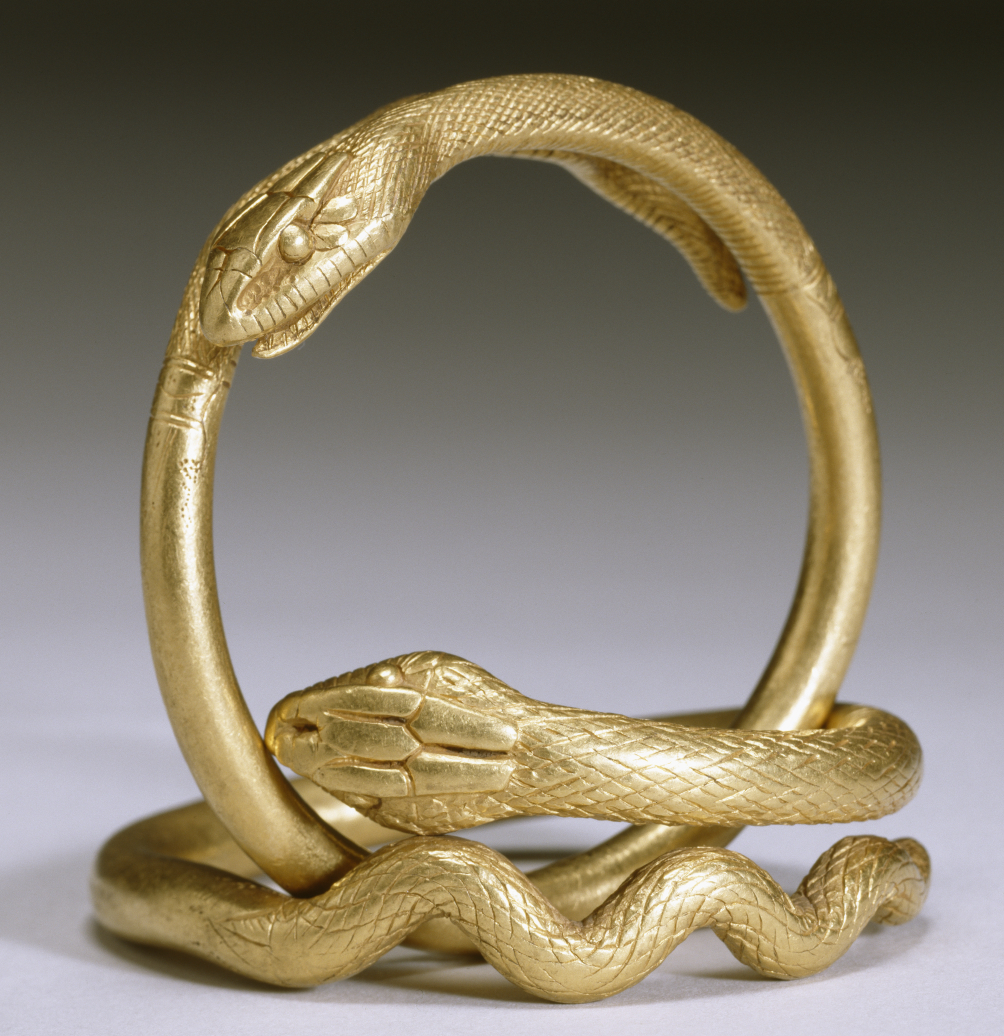
În culturile antice romană și greacă, șarpele era considerat simbol al fertilității precum și protector împotriva răului. De asemenea, aceștia erau reprezentați pe brățări, după cum se poate vedea în această fotografie.

Uroborus este unul din cele mai vechi simboluri mistice din lume. Acesta apare în credințele aztecilor, chinezilor, scandinavilor (i.e., vikingilor, în mitologia nordică), etc.

### Antichitate
Cei mai vechi dragoni de tip „uroborus” au apărut în China antică, în timpul culturii arheologice Hongshan (4700–2200 î.Hr.) din nordestul Chinei de astăzi, mai precis Mongolia Interioară. În zona Mării Mediterane au apărut pentru prima dată în Egiptul Antic, în jurul anului 1600 î.Hr. Din Egipt, uroborus a parcurs un drum către Fenicia, iar de acolo la filosofii greci antici. În mitologia egipteană sau religia egipteană antică, Apophis sau Apep (cunoscut ca lordul haosului de asemenea), șarpele malefic al întunericului care sălășluiește în lumea de dincolo și încearcă să înghită corabia solară a zeului soare Ra, este o reprezentare a Uroborusului. În același timp, în mod paradoxal, uroborusul a fost asociat și cu zeul soare Ra respectiv cu soarele, având astfel o dublă valență spirituală (atât negativă, cât și pozitivă). Totodată, egiptenii antici aveau un simbol pentru Uroborus, mai precis „sed-em-ra” (care înseamnă literalmente „coadă-în-gură”).

### Mitologia nordică
În mitologia nordică, imaginea lui uroborus este preluată de șarpele gigantic Jormungand, fiul lui Loki și al Angrbodei. El este cel care înconjoară lumea oamenilor, Midgard, trăind în ocean, și devorându-și coada, din cauza dimensiunilor sale uriașe. Jormungand va fi unul din giganții care vor aduce sfârșitul lumii, Ragnarök.

### Hinduism
În religia hindusă, un dragon uroborus încolăcește cu trupul lui țestoasa gigantică, care îi susține pe cei patru elefanți, care la rândul lor susțin lumea.

### Mitologia aztecă
În mitologia aztecă, zeul suprem Quetzalcoatl, cunoscut alternativ ca „șarpele cu pene”, este înfățișat uneori sub forma unui uroborus.

### Religia Ashanti
Șerpii sunt animale sacre în religiile vest-africane, cum este Ashanti. Divinitatea Aidophedo are înfățișarea unui șarpe care își mușcă singur coada.